# Not the New Album EP
Albums de Zebrahead
Broadcast to the World
(2006) Phoenix
(2008)
Not the New Album EP est un EP du groupe de punk-rock américain Zebrahead, sorti en 2008 pour la promotion de leur album Phoenix. Il a été réédité le 19 février 2010. La réédition inclut les 2 chansons bonus de l'album Phoenix.

## Liste des chansons
1. Mental Health - 3:15
2. Photographs - 3:23
3. Politics - 3:08
4. The Art of Breaking Up (réédition uniquement) - 3:19
5. We're Not a Cover Band, We're a Tribute Band (réédition uniquement) - 3:48

## Membres du groupe
- Matty Lewis – Guitare rythmique, Chant
- Ali Tabatabaee – Chant
- Greg Bergdorf – Guitare solo
- Ben Osmundson – Guitare basse
- Ed Udhus –  Batterie